# الاتحاد القطري لكرة القدم

الشعار السابق للاتحاد

الاتحاد القطري لكرة القدم هو الجهة الراعية لرياضة كرة القدم في دولة قطر والمسؤول المباشر عن منتخبات قطر الوطنية لكرة القدم والاندية المحلية المشاركة في الدوري القطري بدرجتيه الأولى والثانية. ومهمته تطوير لعبة كرة القدم باستمرار وتشجيع وتنظيم وضبط اللعبة في كل أرجاء دولة قطر بكل الطرق التي يراها الاتحاد مناسبة كما يقوم بتنظيم المنافسات في كرة القدم بمختلف أشكالها على المستوى القومي ووضع اللوائح والأحكام وضمان تنفيذها وحماية مصالح أعضائه وتطوير العلاقات الودية بين أعضائه والأندية والمسئولين واللاعبين ومبادئ اللعب النظيف إلى جانب مبادئ الولاء والنزاهة والروح الرياضية والتعاون مع أو مساعدة أي هيئة أو نادي رياضي بشتى الطرق التي يراها الاتحاد مناسبة خاصة من خلال تقديم النصح والمشورة.
يقوم الاتحاد بتوفير الوسائل المؤسسية اللازمة لحل أي نزاع داخلي قد ينشأ بين أعضائه والأندية والمسئولين واللاعبين التابعين للاتحاد وارساخ روح الاحترام ومراعاة وضمان تطبيق النظام الأساسي واللوائح والتوجيهات والقرارات والمبادئ الأخلاقية الموضوعة من قبل الفيفا والاتحاد الآسيوي لكرة القدم واللجنة الأولمبية القطرية.
و من واجبات الاتحاد هو منع أي تجاوز أو إخلال بالنظام الأساسي واللوائح والتوجيهات والقرارات الصادرة عن الفيفا والاتحاد الآسيوي لكرة القدم إلى جانب قوانين اللعبة الصادرة عن مجلس الاتحاد الدولي لكرة القدم وضمان أنها تحظى باحترام أعضائه واحترام الأندية والمسئولين واللاعبين. ومنع كل الطرق أو الممارسات التي قد تخل بنزاهة المباريات أو المنافسات أو التي قد تؤدي إلى الإساءة لاتحاد كرة القدم. والإعداد والإشراف على اختيار الفرق الوطنية التي تمثل دولة قطر في الألعاب الأولمبية والدورات والبطولات العالمية والقارية والإقليمية. وضبط والإشراف على كافة المباريات الودية بكل أشكالها والتي تقام في مختلف أرجاء دولة قطر.
و يدير الاتحاد العلاقات الرياضية الدولية المرتبطة باتحاد كرة القدم بكل أشكالها والتعاون مع مجلس الاتحاد الدولي لكرة القدم في كل الشؤون المرتبطة بالمنافسات العالمية وغيرها وبخلاف ذلك تلك التي ترتبط بلعبة كرة القدم والقواعد واللوائح والنظم التي تؤثر عليها واستضافة وتنظيم ودعم والمصادقة والتنسيق والإشراف على المنافسات والمباريات على المستوى العالمي والمستويات الأخرى.

## التأسيس
تأسس الاتحاد القطري لكرة القدم في عام 1960 في الدوحة عاصمة قطر.

## المنتخبات الوطنية
- منتخب قطر لكرة القدم
  - منتخب قطر تحت 23 سنة لكرة القدم
  - منتخب قطر تحت 20 سنة لكرة القدم
  - منتخب قطر تحت 17 سنة لكرة القدم
  - منتخب قطر تحت 14 سنة لكرة القدم
- منتخب قطر لكرة القدم الشاطئية
- منتخب قطر لكرة الصالات
- منتخب قطر لكرة القدم للسيدات

## روابط خارجية
- الموقع الرسمي